# デザレット州

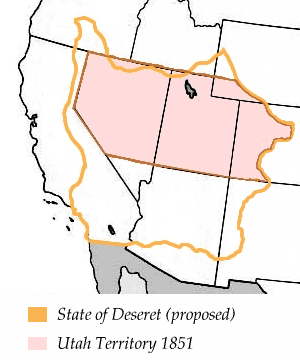
1849年に提案された暫定デザレット州の領域（橙色）、1850年に組織化されたユタ準州は桃色の領域

デザレット州（英:State of Deseret）は、1849年にソルトレイクシティに入植していたモルモン教徒が提案した暫定的な州である。この暫定州は2年を少し超える期間存在したが、アメリカ合衆国政府が認知することは無かった。デザレットという名前はモルモン書の中のミツバチを意味する言葉から採られた。

## 歴史

### 提案の作成
末日聖徒イエス・キリスト教会のメンバー（モルモン開拓者）がグレートソルト湖近くのソルトレイク渓谷に入植したとき、アメリカ合衆国に認知される政府の設立を望んだ。
教会の指導者であったブリガム・ヤングは当初、準州としての位置付けで申請するつもりであり、ジョン・ミルトン・バーンハイゼルに準州認定の請願書を持たせて東のワシントンD.C.に派遣した。ヤングはカリフォルニアとニューメキシコが州昇格の申請を行っていることを識り、気が変わって州昇格の請願を行うことにした。
1849年3月、ヤングと教会の長老達は州昇格のための通常の手続を踏む時間が無いと認識し、以前モルモン教徒が一時的に住んでいたアイオワ州の憲法を下地に素早く州憲法を書き上げ、当時はグレートベースンに印刷機が無かったので、イリノイ州に議会記録と憲法案を送って印刷させた。続いて2人目の配達人に正式の記録と憲法案の写しを持たせてワシントンD.Cのバーンハイゼルの所に行かせ、準州ではなく州昇格の請願を行った。

### デザレットの領域
この暫定州は前年のメキシコ割譲地としてメキシコから獲得していた領土の大半に跨る大胆な提案だった。
領域として、おおまかにシエラネバダ山脈とロッキー山脈の間、メキシコ国境から北にオレゴン準州の一部も含むまで、さらにはカリフォルニア海岸の南、サンタモニカ山脈まで（既に存在したロサンジェルスやサンディエゴを含む）にも及んでいた。コロラド川水系の全域（メキシコ国境より南の地域は除外）と、グレートベースン全域を含む形だった。
現在の区分で言えば、ユタ州とネバダ州のほぼ全域、カリフォルニア州とアリゾナ州の大半、コロラド州、ニューメキシコ州、ワイオミング州、アイダホ州、およびオレゴン州の一部に跨っていた。
この提案は既に存在する開拓地から上がるかもしれない論争を避けるために具体的に仕組まれた。この提案当時、ゴールドラッシュが起こったカリフォルニア北部の開拓地の大半は暫定州に含まれていなかったので、この地域の人口はカリフォルニア南部を含んでも希少だった。同様にテキサス州西境界は論争が起こっていたのでそれに巻き込まれないために、ニューメキシコとの境界はリオ・グランデ川まで伸ばしていなかった。
さらにこの提案には耕作に適さないと見られた多くの土地を含んでおり、このことで奴隷制の拡大問題に関する議論を避けていた。
この州昇格提案はアメリカ合衆国議会から見れば、仮にモルモン教徒の一夫多妻制という議論の多い問題を無視したとしても、あまりに気宇壮大でありほとんど成功しないと考えられた。それでもザカリー・テイラー大統領はできるだけ論争を避けることに熱心であり、代理人ジョン・ウィルソンを西部に派遣し、カリフォルニアとデザレットを1つの州とする提案を持たせた。そうすれば合衆国に加入する自由州の数の増加分を1つにしておく効果があり、合衆国上院での力のバランスを保てると考えた。

### 政府
デザレットの暫定政府は他の公的権威が無い状態で事実上グレートベースンの政府になった。二院制による州議会が3会期開催された。1850年、議会は判事を指名し刑法典を制定した。資産と酒類に税金が設定され、賭け事は違法とされた。末日聖徒イエス・キリスト教会が州政に組み込まれ、ノーブー・リージョンを母体にした民兵隊が形成された。
議会は初めに6つの郡を創出したが、これらは入植者のいる渓谷に限られていた。これら「渓谷の郡」はデザレットの中でもほんのわずかな部分であり、開拓が進むにつれて拡大された。

### デザレット州旗
文献の大半に拠れば、デザレット州旗はユタ州旗に類似していたが、標準化はされず、他にも派閥や宗派による多くの代案が使われた。

### ユタ準州の設立
1850年9月、1850年協定の一部としてユタ準州が連邦議会の法律により創出された。その領域はデザレットの中で北部に限られていた。
1851年2月3日、ブリガム・ヤングはユタ準州の初代知事に就任した。4月4日、デザレット州議会は州を解散する決議案を可決した。10月4日、ユタ準州議会はデザレット州の法律と条令を取り込み執行することを票決した。
ユタ準州設立後、末日聖徒イエス・キリスト教会は「デザレット州」の概念を諦めなかった。1862年から1870年、ヤングの指導の下にモルモン教徒長老達が影の政府として集会を開き、準州議会会期の後で「デザレット州」の名前で新しい法律を批准した。ユタ準州の新しい領域に基づくデザレット州の名前で新しい憲法を起草する試みが1856年、1862年および1872年に行われた。
モルモン教を基盤とする州を創設するという考え方は鉄道が伸びてくると共に消え始めた。鉄道は準州の特に西部に多くの非モルモン教徒の入植を可能にした。1869年プロモントリー・サミットで最初の大陸横断鉄道のゴールデン・スパイクが打たれ貫通した。ユタ準州の役人や末日聖徒イエス・キリスト教会の指導者達はその日の儀式に参加せず、どちらも鉄道事業の資金集めに関わらなかった。